# Barbara Wysoczańska
Barbara Maria Wysoczańska, née Szeja, le 12 août 1949 à Świętochłowice, est une escrimeuse polonaise, pratiquant le fleuret.

## Palmarès

### Jeux olympiques d'été
- 1980 à Moscou
  -  Médaille de bronze au fleuret individuel
- 1976 à Montréal
  - participation

### Championnats du monde
- Médaille d'argent par équipe en 1978 à Hambourg
- Médaille de bronze par équipe en 1971 à Vienne

### Championnats de Pologne
- entre 1977 et 1980:
  - 3  Championne de Pologne
- entre 1972 et 1978:
  - 2  Vice-Championne de Pologne